# Juan Alfredo Escobar
Juan Alfredo Escobar (23 de abril de 1969) es un deportista cubano que compitió en taekwondo. Ganó una medalla en el Campeonato Mundial de Taekwondo de 1997, y tres medallas en el Campeonato Panamericano de Taekwondo entre los años 1994 y 1998.

## Palmarés internacional
| Campeonato Mundial      | Campeonato Mundial   | Campeonato Mundial | Campeonato Mundial |
| Año                     | Lugar                | Medalla            | Categoría          |
| ----------------------- | -------------------- | ------------------ | ------------------ |
| 1997                    | Hong Kong (China)    | Medalla de plata   | –83 kg             |
| Campeonato Panamericano |                      |                    |                    |
| Año                     | Lugar                | Medalla            | Categoría          |
| 1994                    | Heredia (Costa Rica) | Medalla de plata   | –83 kg             |
| 1996                    | La Habana (Cuba)     | Medalla de plata   | –83 kg             |
| 1998                    | Lima (Perú)          | Medalla de bronce  | –83 kg             |